# Sporting Ciutat de Palma (femenino)
La sección de fútbol femenino del Sporting Ciutat de Palma nació en 2008 de la fusión de dos clubes de Palma de Mallorca (Baleares) España. Militó en la Segunda División, Grupo 7, entre 2008 y 2012, en que por motivos económicos renunció para jugar en categoría regional, pero la recuperó nuevamente al término de la temporada 2012-13.
El equipo fue suprimido para la temporada 2013-14.

## Historia
El equipo femenino nació simultáneamente al del nuevo club de fútbol Sporting Ciutat de Palma, como resultado de la fusión de dos entidades: el CD Parroquia Ramon Llull, fundado en 1968; y el CD Son Cotoner fundado en 1992. El segundo aportaba la infraestructura de fútbol femenino, que continuó funcionando con el nuevo club.
El fútbol femenino fue englobado en uno de los filiales del Club, el Sporting Atlètic Ciutat de Palma (el otro es el Sporting Recreativo Ciutat de Palma), aunque todos los equipos (incluido el femenino) suelen ser mencionados indistintamente con el nombre principal del Club.
Cuando se produjo la fusión, el antiguo Son Cotoner femenino llevaba solo una temporada en Primera Nacional, así que las dos primeras temporadas del nuevo equipo (2008-09 y 2009-10) tuvieron como objetivo principal mantener la categoría; pero con una tarea paralela de crecimiento del fútbol base que se notaría en las dos temporadas siguientes.
Así, en la temporada 2010-11 el Sporting Ciutat de Palma fue el dominador de su grupo de Primera Nacional durante gran parte de la temporada, pero un mal final de liga le hizo perder sus opciones de luchar por el ascenso. Mientras, en la temporada 2011-12 pronto perdió sus opciones de liderato, pero una brillante racha final de resultados estuvo a punto de darle paso a la fase de ascenso como mejor segundo de los siete grupos de Segunda División.
Para la temporada 2012-13 el Club se vio obligado a renunciar a la Segunda División debido a la crisis económica y, sobre todo, al impago de las ayudas estipuladas por parte de las instituciones públicas. Pero consiguió recuperar la categoría al término de la misma después de ganar el campeonato regional.

### Clasificaciones en Liga
| - 2008-09: Primera Nacional, Grupo 3 (8.º) - 2009-10: Primera Nacional, Grupo 3 (9.º) - 2010-11: Primera Nacional, Grupo 3 (4.º) | - 2011-12: Segunda División, Grupo 7 (2.º) - 2012-13: Liga Autonómica balear (1.º) - 2013-14: No participa |

 - Campeonato de Liga 

 - Ascenso 

 - Descenso
Desde 2011 la Primera Nacional se denomina Segunda División.

## Uniforme
- Uniforme titular: Camiseta de franjas verticales rojas y amarillas, pantalón negro, medias negras.
- Uniforme alternativo: Camiseta gris, pantalón gris, medias negras.

## Estadio
El equipo juega sus partidos en el Campo Municipal Miquel Nadal de Palma de Mallorca. El campo es de césped artificial.

## Datos del club
- Temporadas en Segunda Categoría (4): 2008-09, 2009-10, 2010-11 y 2011-12
- Mejor puesto en la liga: 2.º (temporada 2011-12)
- Peor puesto en la liga: 9.º (temporada 2009-10)

## Jugadoras

### Plantilla y cuerpo técnico 2011/12
La plantilla y el cuerpo técnico del primer equipo femenino para la actual temporada son los siguientes: